# Abtei Saint-Germer-de-Fly

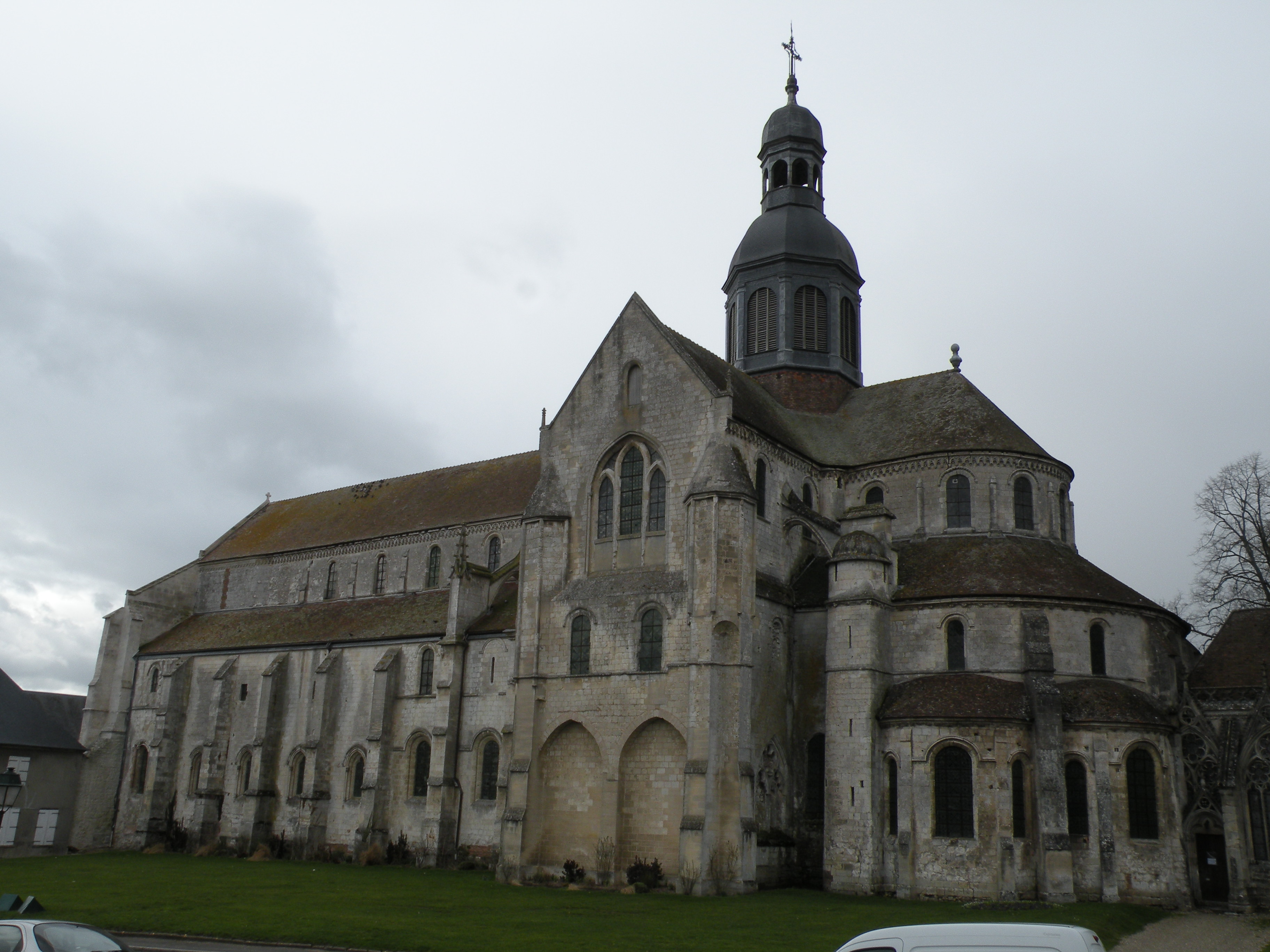
Die Abteikirche

Die Abtei Saint-Germer-de-Fly ist eine mittelalterliche Benediktinerabtei in der Gemeinde Saint-Germer-de-Fly im Arrondissement Beauvais im Département Oise (Hauts-de-France) in Frankreich. Erhalten ist nur die römisch-katholische ehemalige Abteikirche mit der sich östlich anschließenden Sainte-Chapelle. Die Abteikirche ist als Monument historique klassifiziert.

## Geschichte

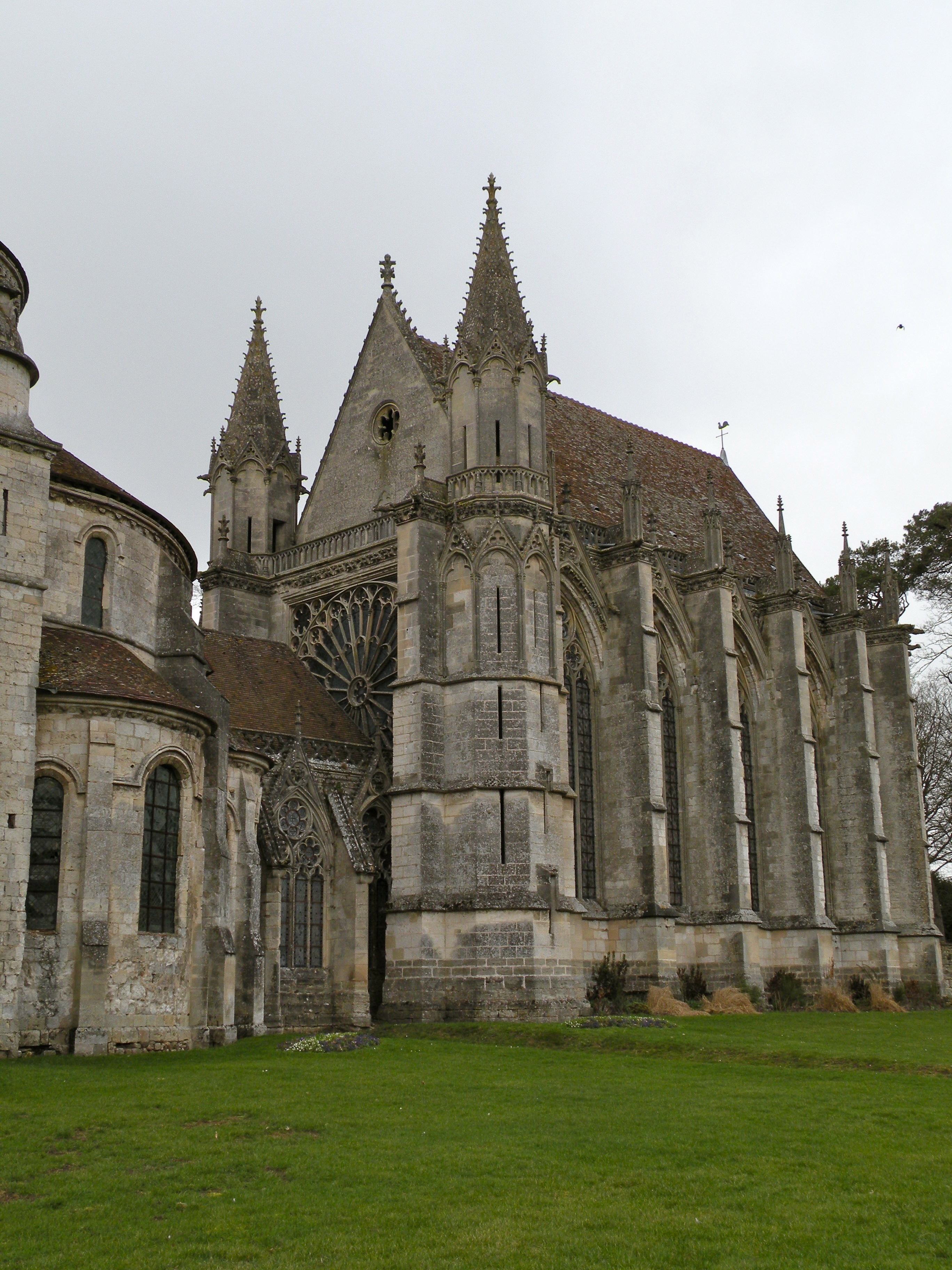
Die Chapelle de la Vierge

Die Gründung der Abtei im 7. Jahrhundert wird auf den aus hohem fränkischem Adel stammenden hl. Germer zurückgeführt, der um 658 starb. Im 9. und 10. Jahrhundert wurde die Abtei bei Normanneneinfällen zerstört. Auch im Hundertjährigen Krieg litt die Abtei. 1644 ging die Abtei an die Kongregation von Saint-Maur über. Während der Französischen Revolution wurde das Kloster als Nationalgut verkauft. Die Abteigebäude wurden 1790 abgebrochen. Das nördliche Querhaus wurde 1808 erneuert. Abteikirche und Kapelle werden als Pfarrkirche genutzt.

## Abteikirche

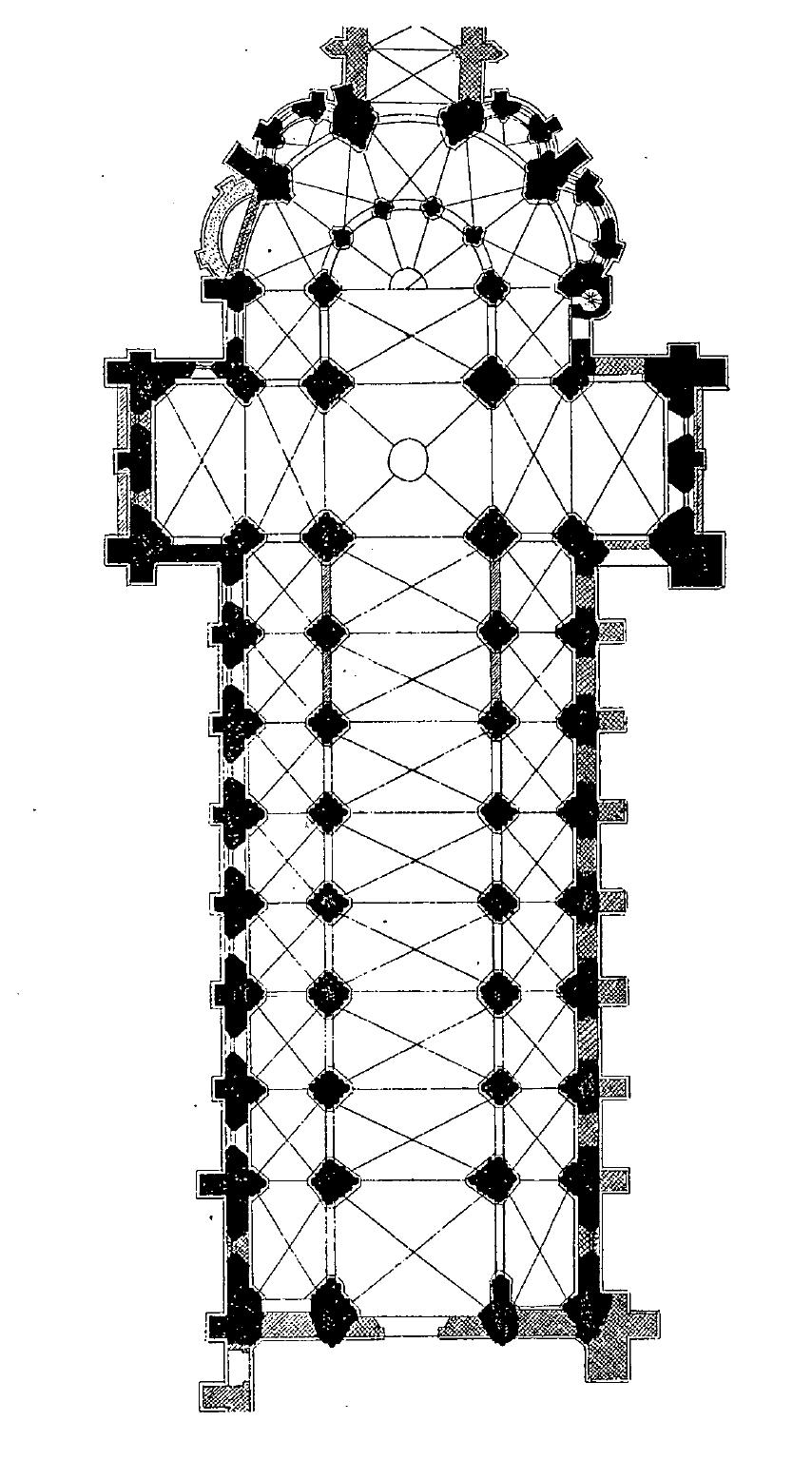
Grundriss der Abteikirche

Die 65 m lange Abteikirche aus dem 12. Jahrhundert in Form eines lateinischen Kreuzes mit halbkreisförmiger Apsis vereint Elemente der Romanik und der Gotik, insbesondere im Chor. Die Gewölbehöhe beträgt 20 m. Der heutige Westabschluss wurde im 16. Jahrhundert errichtet. Der Glockenturm stammt aus dem Jahr 1754.

## Marienkapelle

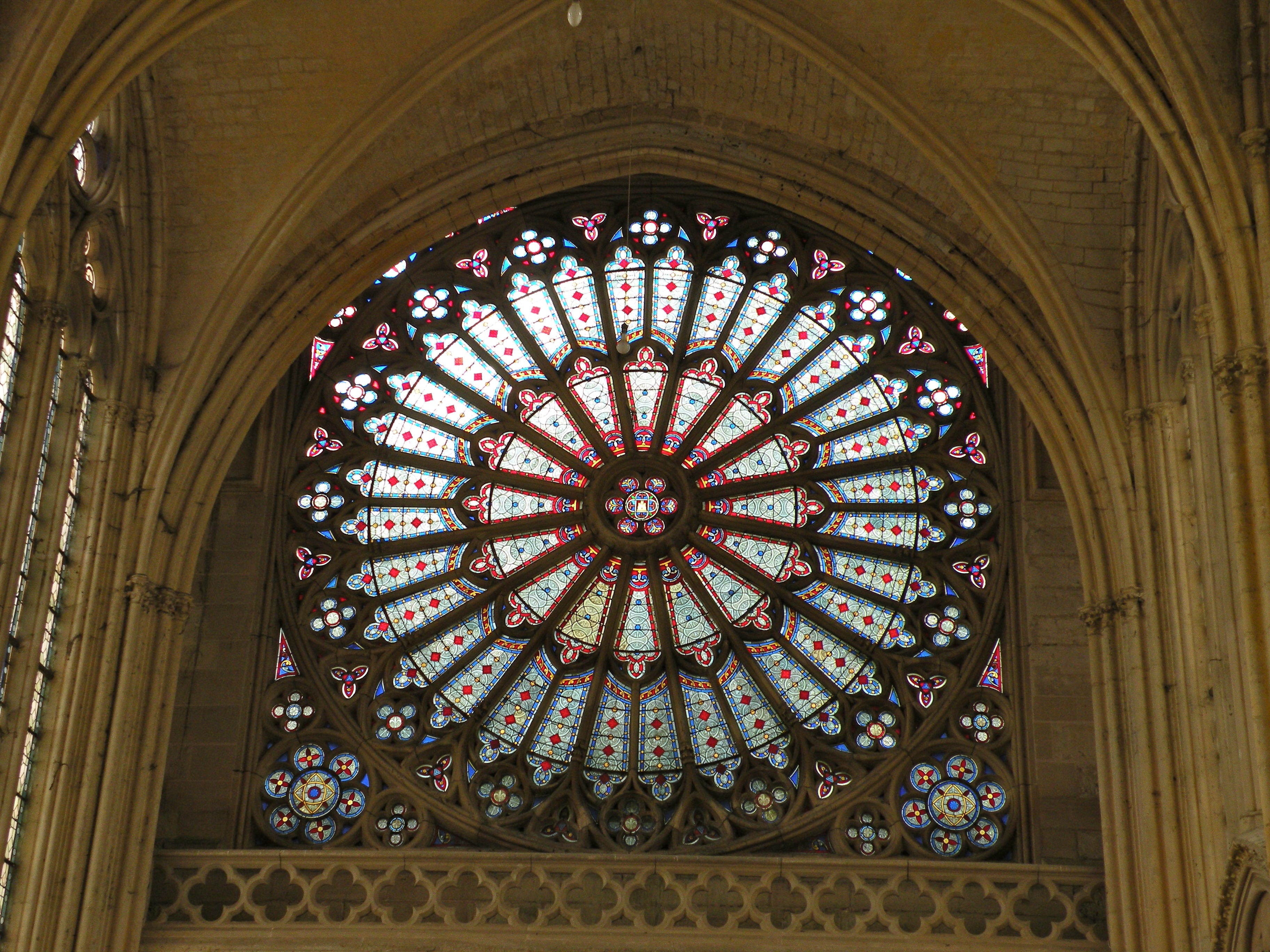
Fensterrose der Marienkapelle

Die hochgotische, einschiffige, über einen schmalen Durchgang mit der Abteikirche verbundene Chapelle de la Vierge (Sainte-Chapelle) wurde nach dem Vorbild der Schlosskapelle von Saint-Germain-en-Laye und der Sainte-Chapelle in Paris im Osten zwischen 1259 und 1267 angebaut. Sie „lässt die Handschrift oder zumindest den unmittelbaren Einfluss von Pierre de Montreuil erkennen“. Die Fensterrose der Westfassade führt die Rose der Nordquerhausfassade der Kathedrale von Reims fort.